# Smithers (Columbia Britannica)
Smithers è una località del Canada, situata in Columbia Britannica, nel distretto regionale di Bulkley-Nechako.